# Francesco Benucci
Répertoire
- Figaro dans Les Noces de Figaro (1786)
- Guglielmo dans Così fan tutte (1790)
- Le comte Robinson dans Il matrimonio segreto (1792)

Francesco Benucci (vers 1745, Livourne - 5 avril 1824, Florence) est un célèbre baryton-basse italien. Il a chanté un certain nombre de rôles importants dans les opéras de Wolfgang Amadeus Mozart et d'autres compositeurs.

## Biographie

### Contexte historique et début de carrière
Il est né vers 1745 à Livourne et a commencé sa carrière vers 1768. Benucci a débuté à une époque qui a vu le triomphe de l'opera buffa, qui a suscité un type de rôle, le « chanteur d'opera buffa » ou « buffo », genre dans lequel Benucci est parvenu à exceller. Le contexte historique est décrit par Rice:
« Dans une de ses premières apparitions (Livourne 1768), Benucci a chanté Tritemio dans Il filosofo di campagna (en). Qu'il ait commencé sa carrière dans un opéra de Galuppi et Goldoni et dans un rôle créé par Francesco Carattoli (en) est emblématique de sa place dans l'histoire de l'opera buffa. Il a repris la tradition ... à laquelle Goldoni, en collaboration avec des compositeurs comme Galuppi et des chanteurs comme Carattoli, a tant contribué à la fin des années 1740 et 1750. Il a maintenu et développé cette tradition pour une nouvelle génération de publics d'opéra, dont beaucoup n'avaient jamais vu Carattoli se produire. »
Benucci a joué à Florence en 1769. Par contre, aucune trace ne survit de ses activités entre le printemps 1769 et 1774. Il a passé les années 1774-1777 à Madrid et à partir de l'automne 1777, la documentation permet de reconstituer la liste des spectacles pour lesquels il est monté sur scène dans les principales salles d'opéra d'Italie, y compris à Venise, Milan et Rome.

### Séjour à Vienne

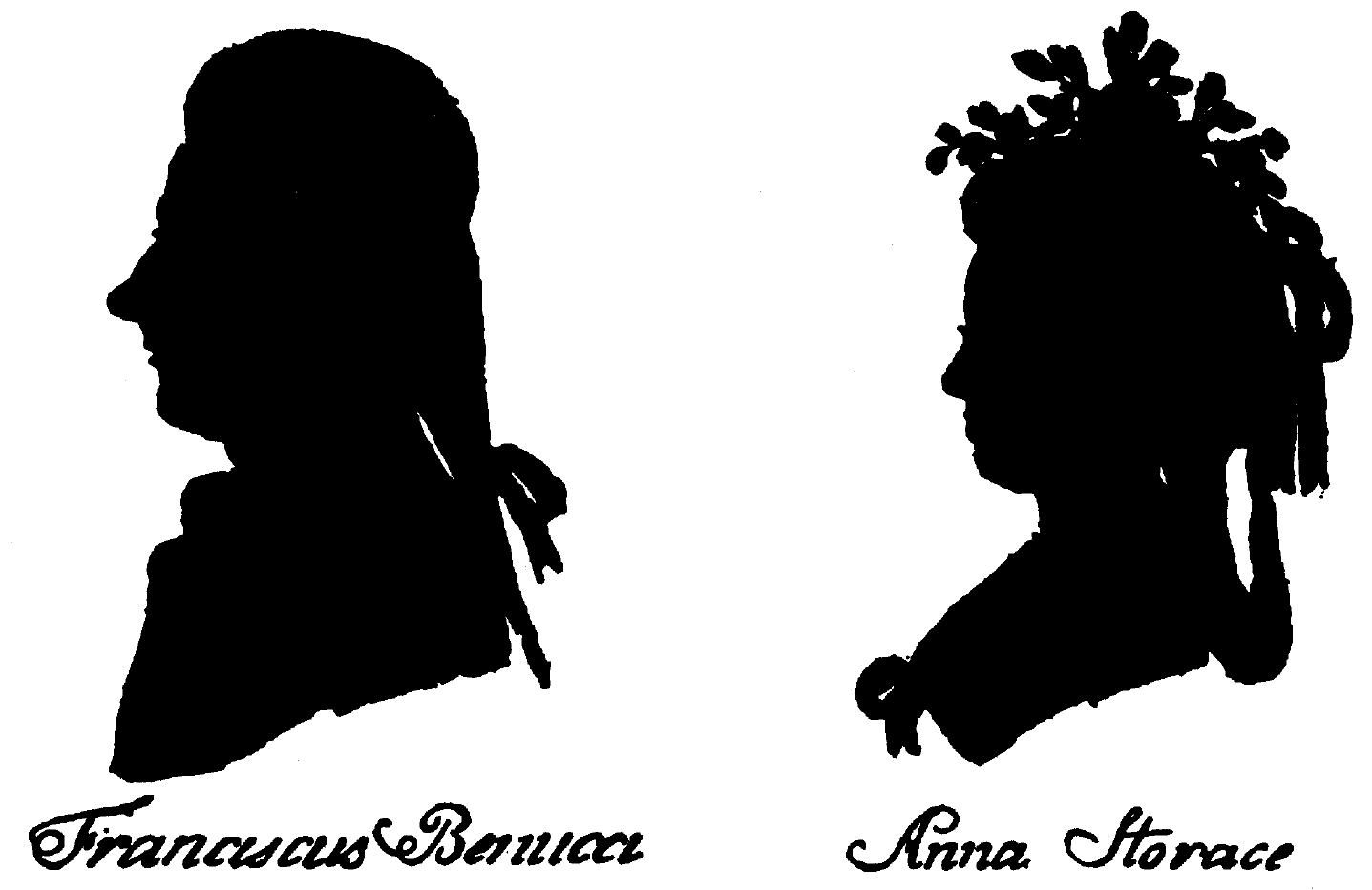
Silhouettes de Francesco Benucci et Nancy Storace par Hieronymus Löschenkohl (1786)

En 1783, l'empereur autrichien Joseph II a fondé une nouvelle compagnie d'opéra spécialisée dans l'opera buffa italien. À cette époque, Benucci chantait au Teatro San Samuele à Venise. Le comte Giacomo Durazzo, qui était à la fois un ancien metteur en scène expérimenté et l'ambassadeur de l'empereur, a pu s'assurer de ses services. Au même moment, Durazzo a recruté la remarquable soprano anglaise Nancy Storace, qui chantait à San Samuele. Storace devait plus tard chanter le rôle de Susanna lorsque Benucci chantait le rôle-titre lors de la création des Noces de Figaro. Les deux chanteurs ont reçu des salaires élevés, plus de 4 000 florins. La compagnie a recruté de nouveaux artiste supplémentaires (notamment le librettiste Lorenzo Da Ponte) et est devenu un ensemble exceptionnel. 
Cette nouvelle compagnie a donné son premier spectacle le 2 avril 1783 avec une représentation de La Scuola de' gelosi d'Antonio Salieri; Benucci a alors joué le rôle buffo de Blasio. Cet opéra a eu un succès immédiat, avec plus de vingt-cinq spectacles, et un critique a écrit: « Le buffo est si naturel qu'il est considéré comme le meilleur jamais vu ici. Les autres ne valent pas la peine d'être mentionnés ». Mozart a évidemment assisté au spectacle, et le 7 mai, il écrit à son père Léopold: « L'opera buffa italien a repris et se révèle très populaire. Le buffo est particulièrement bon, il s'appelle Benucci ».
Benucci est resté dans la compagnie de l'empereur pendant douze ans. Sa participation à la compagnie semble avoir été si importante qu'elle n'aurait pas survécu sans lui. Le 7 juin 1783, l'empereur a écrit au directeur de théâtre, le comte Franz Orsini-Rosenberg: « Puisqu'il me semble que le chanteur Benucci a la faveur du public, je voudrais que vous essayiez de le convaincre de rester jusqu'à Pâques et ensuite pour un an de plus, s'il accepte cela dans un nouveau contrat, et si Storace, qui est aimée par le public, accepte, alors vous pouvez garder le meilleur du reste de la troupe. Si Benucci et Storace ne restent pas, alors les autres ne doivent pas être gardés ».
Au cours de ses années passées à Vienne, Benucci a également participé à des concerts privés en collaboration avec Nancy Storace. Le chroniqueur comte Zinzendorf a noté que chaque chanteur était l'accompagnateur au clavier de l'autre.
Deux fois pendant son séjour à Vienne, Benucci a voyagé pour se produire ailleurs. En 1783, il s'est rendu à Rome pour s'acquitter d'un engagement déjà signé au moment où il avait été embauché à Vienne. En août 1788, l'empereur, ayant lancé une guerre coûteuse et peu utile contre la Turquie, a proposé d'abolir son opéra italien. En apprenant cela, Benucci a demandé un congé et a obtenu un engagement au King's Theatre à Londres, où il a joué avec Storace, qui était revenue en Angleterre en février 1787. Il n'a alors obtenu qu'un succès mitigé. Benucci et Storace se sont alors produits dans l'opéra La vendemmia de Giuseppe Gazzaniga. Lors d'une représentation, ils ont introduit un duo tiré des Noces de Figaro, « Crudel! Perche finora ». Benucci est retourné à Vienne la même année,

### Opéras de Mozart
Mozart n'avait pas de relations officielles avec l'opéra italien de l'empereur et a dû manœuvrer pendant un certain temps avant de pouvoir obtenir une commande d'opéra. Le fragment Lo sposo deluso (1783), pour lequel il a écrit cinq pièces avant d'abandonner le projet, constitue une tentative avortée. Les notes marginales de la partition indiquent que Mozart a composé en ayant à l'esprit des chanteurs précis, dont Benucci.
Dans les années qui ont suivi, trois opéras complets de Mozart ont été exécutés par la compagnie italienne de l'empereur. Ils font partie des chefs-d'œuvre les plus célèbres du compositeur, et Benucci a joué un rôle important dans chacun d'eux.
Lors de la création des Noces de Figaro (1786), Benucci a joué le rôle-titre ; Storace a joué sa fiancée Susanna. Les répétitions de cet opéra ont donné lieu à une anecdote rapportée par le ténor Michael Kelly (qui faisait partie de la distribution) dans ses mémoires de 1824, attestant de l'estime de Mozart pour Benucci:
« Je me souviens que Mozart était sur la scène avec sa pelisse cramoisie et son chapeau à galons d'or donnant la mesure à l'orchestre. L'air de Figaro, « Non più andrai, farfallone amoroso » Benucci a donné avec la plus grande animation et la force de sa voix. J'étais près de Mozart qui, à voix basse, répétait « Bravo, bravo! Benucci »; et quand Benucci est venu au passage « Cherubino, alla vittoria, alla gloria militar », qu'il a interprété avec une voix de stentor, l'effet ressemblait à celui d'une décharge électrique, aussi bien sur l'ensemble des artistes sur scène et que sur ceux de l'orchestre, qui comme animés par un sentiment de joie, crièrent « Bravo! Bravo! maestro. Viva! viva, grande Mozart! ». »
Le moment « électrique » correspondait à une tierce majeure montante située dans la partie haute de la tessiture de Benucci, un exploit musical que Link dit avoir été répété plus tard dans d'autres musiques composées pour Benucci, par Mozart et Salieri.
Don Giovanni (1787) n'a pas été créé à Vienne mais à Prague. Pour la première à Vienne (1788), Benucci a chanté le rôle de Leporello. Mozart a écrit trois nouveaux numéros pour la version de Vienne, y compris le duo « Per quelle tue manine », K. 540b, que Benucci a joué avec la soprano Luisa Laschi Mombelli.
Così fan tutte a été créé en 1790. Benucci a tenu le rôle de Guglielmo. Le très haut niveau d'estime que Mozart portait à l'égard de Benucci, a entraîné des difficultés dans la composition de l'opéra. La version originale de l'opéra comprenait dans le premier acte, un aria long et développé destiné à Benucci, « Rivolgete a lui lo sguardo », K. 584. Cet aria a été finalement écarté car il se révélait inapproprié sur le plan dramatique. Il a été remplacé par le « Non siate retrosi » plus léger. Woodfield suggère que peut-être en guise de compensation, Mozart a modifié l'aria du deuxième acte, le brillant « Donne mie », en enrichissant le matériel musical et en ajoutant des parties pour les trompettes et les timbales.

### La fin de carrière
Benucci est resté dans l'opéra italien à Vienne jusqu'en 1795. Son plus grand succès au cours de cette période a été Il matrimonio segreto de Domenico Cimarosa (1792). Il a joué à La Scala à Milan en 1795, dans les opéras de Giuseppe Sarti et d'Angelo Tarchi. Il est retourné à Livourne en 1797 et a cessé de se produire vers 1800. Il est mort à Florence le 5 avril 1824.

## Rôles créés
- Canziano dans Lo sposo disperato de Anfossi (automne 1777, Venise)
- Le Comte Zeffiro dans La vendemmia de Gazzaniga (été 1778, Gênes)
- Monsignor Naimur dans L'americana in Olanda de Anfossi (automne 1778, Venise)
- Serse dans Gli eroi de' Campi Elisi de Traetta (complété par Astarita) (carnaval 1779, Venise)
- Gasperone dans Il francese bizzarro de Astarita (printemps 1779, Milan)
- Le baron Cricca dans Il pittore parigino (it) de Cimarosa (4 janvier 1781, Rome)
- Le Comte Vislingh dans I matrimoni per sorpresa de Giuseppe Curcio (carnaval 1781, Rome)
- Le Marquis de Fiume Secco dans L'amor costante de Cimarosa (carnaval 1782, Rome)
- Tito dans Fra i due litiganti il terzo gode (it) de Sarti (14 septembre 1782, Milan)
- Don Tolipano dans I matrimoni impensati de Cimarosa (carnaval 1784, Rome)
- Trofonio dans La grotta di Trofonio (en) de Salieri (12 octobre 1785, Vienne)
- Ferramondo dans Il burbero di buon cuore (es) de Martín y Soler (4 janvier 1786, Vienne)
- Le poète dans Prima la musica e poi le parole (it) de Salieri (7 février 1786, Vienne)
- Figaro dans Les Noces de Figaro de Mozart (1er mai 1786, Vienne)
- Tita dans Una cosa rara (en) de Martín y Soler (17 novembre 1786, Vienne)
- Le rôle-titre dans Axur, re d'Ormus de Salieri (8 janvier 1788, Vienne)
- Rusticone dans La cifra (it) de Salieri (11 décembre 1789, Vienne)
- Guglielmo dans Così fan tutte de Mozart (26 janvier 1790, Vienne)
- Le comte Robinson dans Il matrimonio segreto de Cimarosa (7 février 1792, Vienne)
- Don Grufo Papera dans I nemici generosi de Cimarosa (26 décembre 1795, Rome)